# Аль-Асмаи
Абу́ Саи́д Абд аль-Ма́лик ибн Кура́йб аль-Ба́хили (араб. أبو سعيد عبد الملك بن قريب الباهلي‎), более известный как аль-Асма́и (араб. الأصمعي‎; Басра, ок. 740 — Басра, ок. 828) — арабский грамматик, филолог-фольклорист, антологист, один из трёх ведущих представителей басрийской школы грамматики и один из основателей филологической критики текста.

## Биография
Аль-Асмаи был чистокровным арабом из племени бахила, родился в Басре в 738, 739 или 740 году. Умер там же (по другой версии — в Багдаде) в 828, 829 или 831 году. Служил при дворе Аббасидского халифа Харуна ар-Рашида, куда попал с подачи губернатора Басры. Аль-Асмаи, известному своим благочестием и скромной жизнью, было поручено воспитание сыновей Харуна — аль-Амина и аль-Мамуна, которые впоследствии также стали халифами. Он также пользовался расположением визирей из династии Бармакидов.
Несмотря на весьма стеснённые условия жизни, аль-Асмаи, благодаря отличной памяти и усердной учёбе у Халиля аль-Фарахиди, Абу Амра ибн аль-Ала, Халафа аль-Ахмара, Исы ас-Сакафи, Абу Убайды, Абу Зайда аль-Ансари, стал весьма почитаемым учёным и охватил все области науки, известные в тот период. К числу его учеников относятся Абу Убайд аль-Касим ибн Саллам, Абу Хатим ас-Сиджистани, ар-Рияши и ас-Суккари. Такие знатоки хадисов, как Ахмад ибн Ханбаль, Яхья ибн Маин, Али ибн аль-Мадини, Абу Дауд относились с доверием к преданиям от него.
Аль-Асмаи был хорошим знатоком арабской поэзии и диалектов различных арабских племён. Кочуя среди бедуинов он выучил наизусть 16 тыс. урджуз (стихов в стиле раджаз). На основе этих знаний он написал множество монографий, которые содержат богатый лексический материал, расположенный по предметному признаку. Аль-Асмаи является автором работ, которые посвящены названиям частей тела лошадей, овец, верблюдов и др. животных, а также некоторых предметов в различных арабских диалектах.
Несмотря на широкие познания об арабском языке, аль-Асмаи отказывался комментировать аяты из Корана или хадисы. По мнению Харриса Биркеланда, избегание тафсира было особой формой набожности. Возможно, это объясняется боязнью перед нетрадиционным и, соответственно, неортодоксальным толкованием определённых выражений в Коране и хадисах (Л. Копф). Известно, что аль-Асмаи критиковал Абу Убайду (728—825) за его комментарий к Корану («Маджаз аль-Куран»).
Блестящая репутация сделала аль-Асмаи одним из самых цитируемых авторов, позднейшие грамматисты и историки арабской литературы ссылались на него практически по каждому вопросу. Благодаря этим цитатам порой можно целиком восстановить некоторые его труды. Критические высказывания привели его к соперничеству с Абу Убайдой, который был приверженцем идей шуубии и утверждал о превосходстве всего неарабского, в то время как аль-Асмаи был убеждён в превосходстве арабов над другими народами и необходимости очищения их языка и литературы от чужеземного влияния.